# Илуридзе, Василий Александрович
Василий (Вассо) Александрович Илуридзе (1925—1972) — советский борец вольного стиля, чемпион и призёр чемпионатов СССР, мастер спорта СССР (1946), Заслуженный тренер СССР (1962). Судья всесоюзной (1958), а впоследствии международной категорий (1960).

## Спортивные результаты
- Чемпионат СССР по вольной борьбе 1945 года — ;
- Чемпионат СССР по вольной борьбе 1947 года — ;
- Чемпионат СССР по классической борьбе 1947 года — ;
- Чемпионат СССР по вольной борьбе 1948 года — ;
- Чемпионат СССР по вольной борьбе 1949 года — ;
- Чемпионат СССР по вольной борьбе 1950 года — ;
- Чемпионат СССР по вольной борьбе 1951 года — ;
- Чемпионат СССР по вольной борьбе 1952 года — ;
- Чемпионат СССР по вольной борьбе 1954 года — ;

## Известные воспитанники
- Ломидзе, Шота Григорьевич — чемпион СССР, Европы и мира, призёр Олимпийских игр;
- Рубашвили, Владимир Григорьевич — чемпион СССР и мира.